# نوین (سروآباد)
نوین (سروآباد)، روستایی از توابع بخش اورامان شهرستان سروآباد در استان کردستان ایران است.

## جمعیت
این روستا در دهستان شالیار قرار دارد و براساس سرشماری مرکز آمار ایران در سال ۱۳۸۵، جمعیت آن ۷۲۷ نفر (۱۷۹خانوار) بوده‌است.

## موقعیت جغرافیایی روستای نوین
روستای نوین در منطقه هورامان استان کردستان شهرستان سروآباد در جنوب کوه‌های کوسالان و در کنار رودخانه سیروان و در همسایگی روستاهای سلین و کلجی واقع شده است. روستا میان دره ای قرار دارد که باغ ها و جنگل‌های سرسبز بلوط حاشیهٔ آن را فراگرفته است. تابستان‌های گرم و معتدلی دارد و زمستان‌های آن در بسیاری از سال‌ها سرد می باشد.
روستا از نظر راه های ارتباطی دارای جاده شوشه ماشین رو است و هر گردشگری جهت بازدید و دیدن مناظر طبیعی و معماری زیبای روستا می تواند به روستا سفر نماید. به دلیل قرار گرفتن در فاصله بین شهرهای مریوان و پاوه شرایط سفر به این روستا در این سال ها آسان‌تر صورت می گیرد. یعنی در روزهایی که امکان تردد از جاده اورامان تخت ممکن نباشد با خیال راحت ( استفاده از ماشین شاسی بلند ) می توان مسیر پاوه را انتخاب نموده و به شهر دسترسی پیدا کرد.